# Mattia Notari
Mattia Notari (Como, 20 mei 1979) is een Italiaans voetballer die momenteel op pensioen is. 

## Carrière
Na zijn jeugdopleiding bij AC Milan, trok hij in 1998 naar Atletico Catania in de Serie C1. Na één seizoen vertrok de centrale verdediger voor drie seizoen naar Novara Calcio.  In 2002 tekende hij bij AC Mantova in de Serie C2.  Hij maakte deel uit van een team dat twee maal na elkaar promoveerde en in het eerste seizoen Serie B bijna de promotie afdwong naar de Serie A.  De beslissende play-off tegen Torino werd echter verloren. 
Notari werd aanvoerder van AC Mantova en groeide er uit tot een clubicoon, met 266 wedstrijden in het eerste elftal.  
Op het einde van het seizoen 2009/10 kreeg Mantova echter serieuze financiële problemen, waarop beslist werd de ploeg terug te zetten naar de Serie D.  De spelers kregen hun vrijheid en Notari tekende in augustus 2010 een tweejarig contract bij het Belgische Lierse SK. In 2012 kreeg hij echter geen nieuw contract aangeboden en moest hij op zoek naar een nieuwe club.

## Palmares
- 2003/04 : Kampioen Serie C2 met AC Mantova
- 2004/05 : Vice-kampioen en eindrondewinnaar Serie C1 met AC Mantova

## Varia
Notari schreef een boek, "La mia Serie A" over zijn ervaringen bij Mantova.

## Statistieken
| Seizoen                                           | Club             | Competitie         | Wedst | Goals |
| ------------------------------------------------- | ---------------- | ------------------ | ----- | ----- |
| 1998/99                                           | Atletico Catania | Serie C1           | 18    | 0     |
| 1999/02                                           | Novara Calcio    | Serie C2           | 20    | 0     |
| 1999/02                                           | Novara Calcio    | Serie C2           | 17    | 0     |
| 1999/02                                           | Novara Calcio    | Serie C2           | 20    | 0     |
| 2002/03                                           | AC Mantova       | Serie C2           | 33    | 0     |
| 2003/04                                           | AC Mantova       | Serie C2           | 28    | 0     |
| 2004/05                                           | AC Mantova       | Serie C1           | 31    | 0     |
| 2005/06                                           | AC Mantova       | Serie B            | 43    | 0     |
| 2006/07                                           | AC Mantova       | Serie B            | 40    | 0     |
| 2007/08                                           | AC Mantova       | Serie B            | 38    | 1     |
| 2008/09                                           | AC Mantova       | Serie B            | 21    | 0     |
| 2009/10                                           | AC Mantova       | Serie B            | 32    | 0     |
| 2010/11                                           | Lierse SK        | Jupiler Pro League | 3     | 0     |
| Totaal                                            | Totaal           | Totaal             | 344   | 1     |
| Tabel voor het laatst bijgewerkt op 14 feb 2011 . |                  |                    |       |       |